# Новая Полтавка (Волгоградская область)
Новая Полтавка — село в Старополтавском районе Волгоградской области России, административный центр Новополтавского сельского поселения.
Население — 990 (2010).

## История
Дата основания не установлена. Предположительно основано в XIX веке. Первоначально было известно как сельцо Новотроицкая Полтава. В сельце проживали государственные крестьяне. С 1853 года упоминается как село Новая Полтавка. Село относилось к Старо-Полтавской волости Новоузенскому уезду Самарской губернии.  Согласно Списку населённых мест Самарской губернии 1910 года село населяли бывшие государственные крестьяне, малороссы и православные, всего 1600 мужчина и 1589 женщин. В селе имелись церковь, земская и церковно-приходская школы, паровая и ветряная мельница, маслобойня, библиотека-читальня
Советская власть установлена в конце 1917 года. В 1920-х село включено в состав Старополтавского кантона АССР немцев Поволжья. В 1923 году была организована изба-читальня. В 1927 году организовано первое коллективное хозяйство — коллектив «Красная Заря». В 1929 году коллектив преобразован в сельхозартель «Вперёд к победам». В том же году организован колхоз «Ежов». В 1930 году организована МТС.
В период Великой Отечественной войны на фронт ушло 244 человека, из них 122 погибли, пропали без вести — 72. В 1941 году после ликвидации АССР немцев Поволжья село включено в состав Старополтавского района Сталинградской области.
В 1950 году к колхозу «Вперёд к победам» присоединён колхоз «Ленинский клич», в 1951 году — колхоз «Большевик».

## Физико-географическая характеристика
Новая Полтавка расположена в степи, в Заволжье, при овраге Берёзовом и протоке Гнилом реки Еруслан. Рельеф местности равнинный. Центр села расположен на высоте около 20 метров над уровнем моря. Почвы каштановые.
Через село проходит автодорога, связывающее село Старая Полтавка и региональную автодорогу Астрахань — Волжский — Энгельс — Самара. Расстояние до районного центра села Старая Полтавка составляет 9,5 км, до областного центра города Волгограда — 280 км, до города Саратова — 160 км.
Климат
Климат умеренный континентальный (согласно классификации климатов Кёппена — Dfa). Многолетняя норма осадков — 365 мм. Наибольшее количество осадков выпадает в июне — 40 мм, наименьшее в марте — 20 мм. Среднегодовая температура положительная и составляет + 7,2 °C, средняя температура самого холодного месяца января −9,6 °C, самого жаркого месяца июля +23,5 °C.
Часовой пояс
Новая Полтавка, как и вся Волгоградская область, находится в часовой зоне МСК (московское время). Смещение применяемого времени относительно UTC составляет +3:00.

## Население
| 1859 | 1889 | 1897 | 1910 | 1987 | 2002 |
| ---- | ---- | ---- | ---- | ---- | ---- |
| 1213 | 2235 | 1828 | 3181 | ≈760 | 1008 |

| 2010 |
| ---- |
| 990  |